# Rhinolophus rex
Rhinolophus rex es una especie de murciélago de la familia Rhinolophidae.

## Distribución geográfica
Es endémica de China.